# 스콧 웨스터펠드

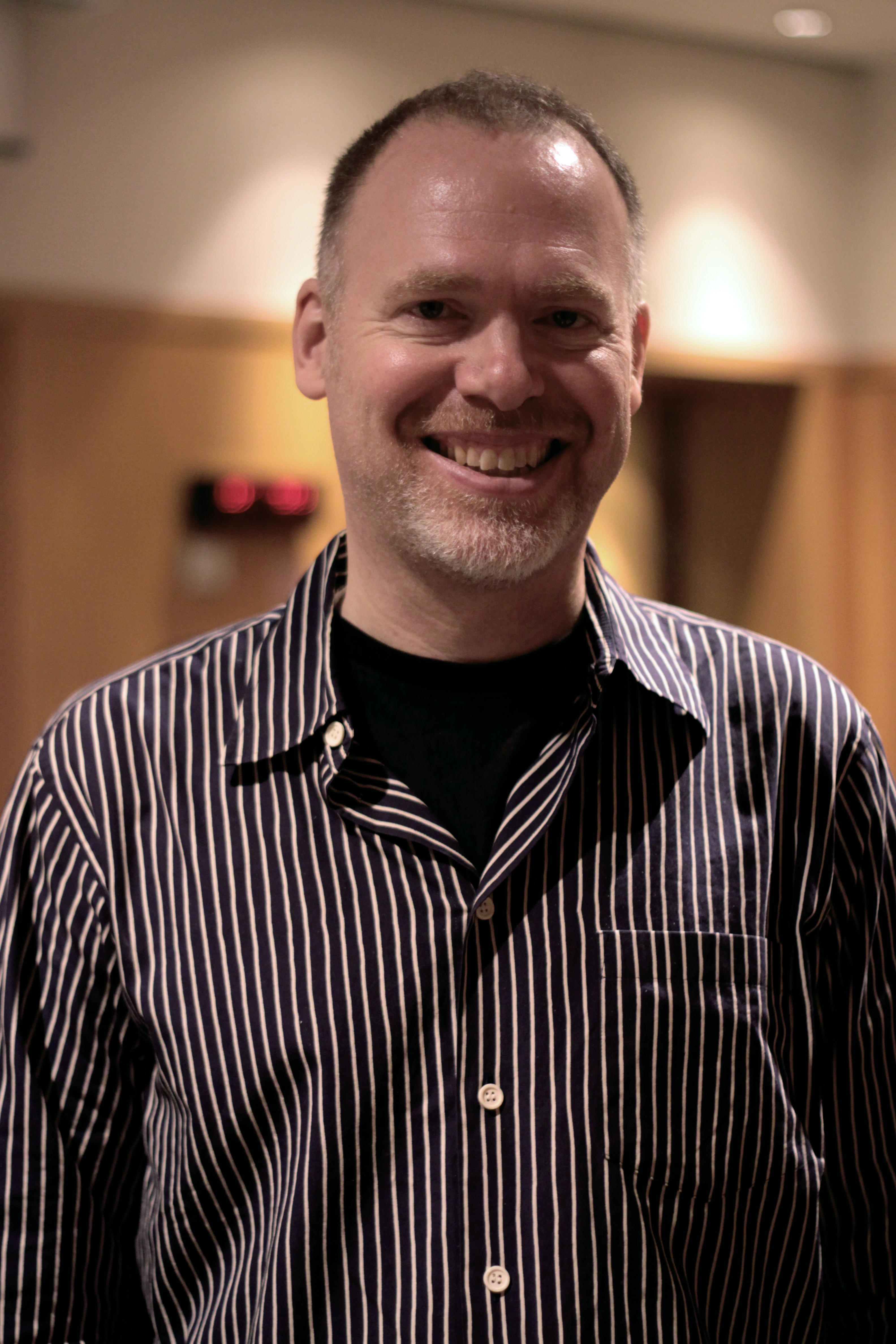
2010년 모습

스콧 웨스터펠드(Scott Westerfeld, 본명: 스콧 데이비드 웨스터펠드, Scott David Westerfeld, 1963년 5월 5일 출생)는 미국의 청소년 소설 작가로, 어글리(Uglies)와 레비아탄(Leviathan) 시리즈의 작가로 가장 잘 알려져 있다.

## 주제
웨스터펠드 작업의 주요 주제는 자유로운 사고 또는 권위에 대한 의문이다. Uglies에서 주인공 톨리(Tally)는 먼저 무해한 장난으로 사회의 규칙에 반항하고 결국에는 도시를 완전히 떠난다. 그녀는 성형수술을 포함한 사회적 규범을 따르기를 거부하는 가출한 못생긴 집단을 발견한다. 마찬가지로 So Yesterday에서는 인기를 조사하고 특정 트렌드가 '멋지다'고 간주되는 이유를 조사한다. 소설은 고정관념에서 벗어나 완전히 스스로 새로운 패션 표현을 제시하는 혁신가를 칭찬한다.
웨스터펠드 소설의 또 다른 공통 주제는 성년이다. 웨스터펠드는 주로 젊은 성인 독자를 대상으로 글을 쓰기 때문에 그의 주인공은 대개 소설이나 시리즈를 읽는 동안 자신을 발견하는 십대이다. Uglies의 톨리, Peeps의 칼, So Yesterday의 헌터는 모두 자신이 누구인지 이해할 때까지 자신이 속한 곳을 찾는 데 어려움을 겪는다.
용기는 웨스터펠드의 작업에서 또 다른 공통 주제이다. 그의 주인공은 종종 두렵거나 위험한 문제에 직면하며 문제를 극복하기 위해 자신의 용기에 의존해야 한다. 위기가 닥쳤을 때 어른들은 참석하지 않고 주인공은 자기 마음대로 방치되는 경우가 많다. 예를 들어, Cal in Peeps는 뱀파이어를 추적하는 방법에 대해 어른들로부터 훈련을 받았지만 실제로 뱀파이어를 잡기 위해 혼자 가서 이 작업을 완전히 스스로 수행해야 한다.